# جيمي مانوا
باباجيمي أبيولا «جيمي» مانوا (بالإنجليزية: Babajimi Abiola "Jimi" Manuwa؛ مواليد 18 فبراير 1980) هو مُقاتل فنون قتالية مختلطة إنجليزي من أصول أمريكية.

## وصلات خارجية
- جيمي مانوا على موقع يو إف سي (الإنجليزية)
- جيمي مانوا على موقع شيردوغ (الإنجليزية)
- جيمي مانوا على موقع Tapology.com (الإنجليزية)
- جيمي مانوا على موقع IMDb (الإنجليزية)
- جيمي مانوا على موقع قاعدة بيانات الفيلم (الإنجليزية)